# Slick Woods
Simone Thompson, beter bekend als Slick Woods, (Minneapolis, 13 augustus 1996) is een Amerikaans model.

## Biografie
Thompson had een turbulente jeugd. Ze werd geboren in Minneapolis en verhuisde toen ze twee jaar was met haar moeder naar Venice Beach. Twee jaar later werd haar moeder wegens doodslag voor achttien jaar gevangen gezet, waarna Thompson door haar oma werd opgevangen. Maar toen die een paar jaar later scheidde, werd haar bestaan weer onzeker. Ze woonde afwisselend in Minneapolis en Los Angeles en moest soms overnachten in motels en auto's. Thompson ging naar de Santa Monica High School, maar verliet die op haar zeventiende zonder diploma. Hierop verviel ze in slecht gedrag: op haar achttiende zat ze in de gevangenis en op haar negentiende gebruikte ze veel drugs. De naam Slick Woods had ze daar ook aan te danken, omdat ze goed joints kon draaien.
De ommekeer kwam in 2015 toen ze bij een bushalte zat en door het Britse model Ash Stymest werd benaderd. Hij bracht haar in contact met zijn modellenbureau en ze kreeg dat najaar al een klus voor een modelijn van Kanye West. Ze ging daarna vol voor haar modellencarrière en liep shows voor merken als Fenty x Puma, Yeezy, Fendi en Marc Jacobs. Ze verhuisde in 2016 naar New York.
Woods had een relatie met modellen Ebonee Davis en Adonis Bosso. Met Bosso kreeg ze in 2018 een zoon. Ze beviel kort nadat ze hoogzwanger had meegelopen met de modeshow van Rihanna's label. In 2019 werd ze behandeld voor melanoomkanker.